# Anua cancellata
Anua cancellata là một loài bướm đêm trong họ Erebidae.